# Plattkäfer
Die Plattkäfer (Cucujidae) stellen eine Familie der Käfer dar, die weltweit zu finden ist.

## Merkmale
Die Käfer werden 6 bis 25 Millimeter lang und sind hellrot, gelb oder auch schwarz gefärbt. Sie haben einen Hinterleib, dessen Seiten größtenteils parallel verlaufen. Der Kopf ist leicht dreieckig, mit geraden, 11-gliedrigen Fühlern und großen Mandibeln. Der Halsschild ist schmäler als der Kopf.

## Lebensweise
Sowohl die Käfer als auch die Larven leben unter der Rinde von Bäumen.

## Systematik
Die Familie der Cucujidae beinhaltete früher die Unterfamilien Laemophloeinae, Silvanainae und Passandrinae, diese stellen jetzt aber eigene Familien dar.
In Europa kommen sechs Arten in zwei Gattungen vor:
- Gattung Cucujus
  - Cucujus cinnaberinus (Scopoli, 1763)
  - Cucujus haematodes Erichson, 1845

- Gattung Pediacus
  - Pediacus depressus (Herbst, 1797) – Rostbrauner Plattkäfer
  - Pediacus dermestoides (Fabricius, 1792)
  - Pediacus fuscus Erichson, 1845
  - Pediacus tabellatus Wollaston, 1864